# 中津城 (紀伊国)
中津城（なかつじょう）は、紀伊国（和歌山県和歌山市）にあった日本の城。

## 概要
- 1577年（天正5年）、織田信長の紀州征伐の際に要衝の弥勒寺山城を守るべく築城したとされる。
- 1585年（天正13年）、豊臣秀吉の紀州征伐の際にも前線となり、10万の大軍を迎え討って落城している。
- 城は平城で遺構はない。城の規模は現在のJR西日本紀勢本線紀和駅から駅南側の西覚寺まであったとされる。